# 東毛
東毛（とうもう）は、群馬県の地域区分の一つで、群馬県南東部一帯を指す。一般的には、東毛、中毛、西毛、北毛の4区分の一つ。東毛は桐生市・太田市・館林市を中心に構成されている。また、栃木県の南西部（安足）とともに両毛と呼ばれている。狭義では、桐生市周辺を「桐生地区」として独立させ、「太田・館林地区」（太田市・館林市・邑楽郡）のみを東毛と呼ぶ場合もある。

## 地理

### 構成自治体
桐生市・太田市・館林市・みどり市の4市と、邑楽郡に属する板倉町・明和町・千代田町・大泉町・邑楽町の5町で構成される（「群馬県文化財保存活用大綱」や「感染症発生動向調査」など）。旧勢多郡に属していた部分は除くことが多い。

### 地理的特徴
北部は足尾山地や赤城山から続く丘陵地帯、南部の太田市・館林市・邑楽郡の地域は平野となっている。
太田・館林地区は、歴史的な経緯から人口の集住が進んでいないため、市街地人口が比較的少ないのも特徴である。郊外に大型商用施設が多く、市街地は衰退している。合併によって20万人都市となった太田市も、多くが郊外人口であるため、中心市街地の人口は、一般的な20万人都市のそれには遠く及ばない。人口増加区域の殆どが郊外の農地を住宅地へ転用した地域であって、そういった地域へのインフラ整備に今後の大きな財産的負担が予想される。また、広大な地域へのインフラ整備の結果、人口減少時代においてその維持管理が重い負担になる事も予想される。
これに対して、桐生市周辺は山地が多いため、総面積に対する可住地面積比率が低いことから市街地に人口が集中しており、可住地人口密度が高くなっている。その点、県内他市と比べて大規模な工業団地の造成や企業の誘致が行われず、桐生市の人口は昭和後期から減少に転じている。
館林地区は、県都の前橋市から40～60kmとかなり離れているのに対し、都心からは約70kmであり、特に館林市、明和町、板倉町は便も良いため、都心との関係が県内の他の地域と比べて、密接である。市町村によっては埼玉県の県都さいたま市の方が前橋市よりも近い。そのため群馬県内で関東大都市圏に属しているのは館林市、板倉町、明和町のみである。
館林地区は生産人口割合も高く、最も高い大泉町は県内第1位、最も低い板倉町でも県内第9位である。

## 交通

### 鉄道
東毛地区には、東日本旅客鉄道（JR東日本）、わたらせ渓谷鐵道、上毛電気鉄道、東武鉄道の4社が乗り入れており、JR東日本の両毛線、わたらせ渓谷線、上毛電鉄上毛線、東武桐生線が桐生市付近に集中している。
東武鉄道の各線は、千代田町を除く全ての東毛地区の自治体を網羅している。太田市から栃木県の足利市を経て館林市・明和町に至る東武伊勢崎線、館林市と栃木県佐野市を結ぶ東武佐野線、館林市から邑楽町・大泉町を経て太田市に至る東武小泉線、板倉町に東武日光線が通じている。

### 道路
主な幹線道路として、桐生市から太田市にかけて国道50号が、太田市から館林市にかけて国道354号(東毛広域幹線道路)が、太田市尾島地区に国道17号（上武道路）が通じている。
そのほか、東毛を南北に貫く国道122号や、桐生市から赤城山南麓に通じる国道353号、太田と熊谷を結ぶ国道407号が通じている。

## 東毛中核市構想
東毛地区の大同合併により、群馬県東部に50万人の都市を作ろうという構想である。
古くから提唱され続け、平成の大合併において一つのテーマになったが、面積が広域にわたり過ぎる上に、人口の集積区域がバラバラであるなどの理由から、相互の利益調整が極めて難しく、現実的に実現は困難であるとされ、机上の空論であるというのが一般的な考え方である。
市議会議員・市長レベルでは拡大合併によるスケールメリットを生かし、より大規模な開発を目指さなければ都市間競争で生き抜くことが出来ない旨の主張がなされるが、東毛全体としての利益や利益調整を無視した意見であることが多い。
現に2003年9月、桐生市・太田市・尾島町（現・太田市）・新田町（現・太田市）で法定合併協議会を設置したが、合併の枠組みなどをめぐって桐生市と太田市が対立し、合併には至らなかった。
さらに桐生市を中心とした合併は難航し、桐生市は黒保根村・新里村との飛び地合併を選び、一方で大間々町に笠懸町・東村（事実上の飛び地）が加わったことで「みどり市」が発足するという変則的な経緯をたどった。
東毛地区に足利市、佐野市（伊勢崎市）を合わせて、人口100万人の政令指定都市を建設しようという構想もあるが、これも各市の利害関係の調整は難しく、実現はありえないと考えられている。

## 東毛と付く施設
- 東毛歴史資料館（太田市世良田町）
- 東毛少年自然の家（太田市藪塚町）
- 東毛林間学校（群馬県前橋市富士見町赤城山）
- 東毛酪農業協同組合（太田市新田市野井町）